# Gideon Mantell
Gideon Algernon Mantell (3. února 1790 Lewes – 10. listopadu 1852) byl britský lékař, geolog, paleontolog a amatérský sběratel zkamenělin. Často bývá považován za objevitele dinosaurů, ačkoliv v tomto ohledu úzce soupeří se svým současníkem a krajanem Williamem Bucklandem.

## Význam
Mantell byl jedním z objevitelů populárních druhohorních dinosaurů. Jeho současník William Buckland formálně popsal rod Megalosaurus již roku 1824, zatímco Mantell "svého" iguanodona až o rok později.
V roce 1822 poprvé vyobrazil Mantell část kostry dinosaura iguanodona ve svém díle o fosíliích v okolí města Lewes (Sussex, jižní Anglie). Tohoto dinosaura pak formálně popsal v roce 1825, pouhý rok po prvním popisu dinosaura vůbec. Prvenství Mantellovi vzal jiný přírodovědec, již zmíněný reverend William Buckland (1784–1856), který v únoru roku 1824 popsal teropodního dinosaura megalosaura. Mantell také popsal dalších několik rodů dinosaurů (například stegosaurní tyreofor rodu Regnosaurus, sauropod rodu Pelorosaurus a další) a navíc již kolem roku 1820 měl ve svém držení první známé fosilie tehdy ještě nepopsaných teropodů ze skupiny spinosauridů (zuby rodu Suchosaurus). Patří tak mezi průkopníky paleontologie obratlovců a je dnes často oslavován jako pionýr v objevování dinosaurů. Patřil také k průkopníkům paleohistologie, tedy výzkumu stavby fosilních kostí.
V roce 1835 byl za svůj přínos geologii londýnskou Geologickou společností vyznamenán Wollastonovou medailí. V závěru života utrpěl při nehodě kočáru těžké zranění páteře a trápily jej silné bolesti, stal se dokonce závislým na morfinu. Zemřel roku 1852 ve věku 62 let.

## Pojmenováni po něm
Hned několik druhů dinosaurů bylo pojmenováno po tomto britském vědci (většinou ve formě druhového mantelli). V roce 2012 byl například popsán španělský ornitopod rodu Gideonmantellia. V roce 2007 po Mantellovi Gregory S. Paul pojmenoval také iguanodontního ornitopoda, známého původně jako Iguanodon atherfieldensis jménem Mantellisaurus atherfieldensis.